# Eueremaeus tetrosus
Eueremaeus tetrosus är en kvalsterart som först beskrevs av Higgins 1979.  Eueremaeus tetrosus ingår i släktet Eueremaeus och familjen Eremaeidae. Inga underarter finns listade i Catalogue of Life.